# کریس نورس
کریس نورس (انگلیسی: Chris Nurse؛ زادهٔ ۷ مهٔ ۱۹۸۴) یک بازیکن فوتبال اهل گویان است.
وی همچنین در تیم ملی فوتبال گویان بازی کرده است.